# В ожидании чуда (фильм, 2007)
«В ожидании чуда» — российская комедийная мелодрама режиссёра Евгения Бедарева. Премьера состоялась 5 апреля 2007 года.

## Сюжет
История молодой девушки, верящей в чудеса. Парни на неё не обращают никакого внимания, на работе крадут её идеи и пользуются ими, друзья считают её немного странной, но юная девушка не унывает и продолжает верить в принца на белом коне. И однажды он появляется. Красивый, молодой, ему подвластно волшебство, а отныне и её чувства.

## В ролях
| Актёр                | Роль                                             |
| -------------------- | ------------------------------------------------ |
| Екатерина Копанова   | Майя                                             |
| Владимир Крылов      | фей Пафнутий                                     |
| Татьяна Васильева    | Рената Генриховна, директор рекламного агентства |
| Нина Русланова       | Валентина Петровна, дворник                      |
| Олеся Судзиловская   | Кэт                                              |
| Михаил Химичев       | Влад                                             |
| Лилия Кондрова       | Соня                                             |
| Антон Макарский      | Роман Николаевич Фей                             |
| Станислав Бондаренко | Марат                                            |
| Мария Аронова        | продавец в магазине "Щастье"                     |
| Иван Кокорин         | парень из интернета                              |
| Владимир Долинский   | нотариус                                         |
| Юлия Такшина         | пассажирка в самолёте                            |
| Григорий Антипенко   | пассажир в самолёте                              |
| Артём Ткаченко       | прохожий                                         |
| Владимир Епифанцев   | тренер в фитнес-клубе                            |
| Сергей Зверев        | камео                                            |
| Кирилл Кобзарев      | участник социального опроса                      |
| Лев Дуров            | судья                                            |
| Сергей Русскин       | прокурор                                         |
| Ольга Прокофьева     | психолог                                         |
| Михаил Полицеймако   | обжора в кафе                                    |
| Витас Эйзенах        | немецкий директор                                |
| Лидия Доротенко      | бабушка Майи                                     |

## Саундтрек
1. «Фильм не о любви» — Виктория Дайнеко
2. «Бодрое утро»
3. «213 дорог» — «Город 312»
4. «Нецунами» — «Чехов», Лера Массква
5. «Пианобар»
6. «Вавилон» — «Братья Грим»
7. «Время пошло»
8. «Мало» — Юлия Савичева
9. «Серцепело» (Rock’da’house Remix) (Feat. Triplex) — Ломоносов
10. «Рождество в подарок»
11. «Фейreggae»
12. «Лети» — «Братья Грим»
13. «Венеция»
14. «Маленькая девочка» — «Sp@m», Vengerov & Fedoroff
15. «Флейта»
16. «Шумный город» — «Tokio»
17. «Alien» — Светлана Королёва
18. «Белая кожа» — Юлия Бужилова
19. «Закрыть глаза» (Moscow Media Orchestra Version) — «Корни»
20. «В ожидании чуда» — «Моральный кодекс»
21. «Девочка, которая хотела счастья» — «Город 312»
22. «Здравствуй, это я» — Юлия Савичева
23. «Фильм не о любви» (E-Lectro Beat Remix) (Feat. Triplex) (Bonus Track) — Виктория Дайнеко
24. «Закрыть глаза» (Original Version) (Bonus Track) — «Корни»
25. «Серцепело» (Triplex Dance Version) (Feat. Triplex) (Bonus Track) — Ломоносов
26. «Флейта» (Ringtone) (Bonus Track)

## Премия
В 2007 году режиссёр Евгений Бедарев получил приз в номинации «Лучший дебют» за фильм «В ожидании чуда» на IX Всероссийском кинофестивале им. В. М. Шукшина